# نفس (اوهایو)
نفس (به انگلیسی: Neffs) یک منطقهٔ مسکونی در ایالات متحده آمریکا است که در شهرستان بلمون، اوهایو واقع شده‌است. نفس ۱۰٫۴ کیلومتر مربع مساحت و ۹۹۳ نفر جمعیت دارد و ۲۲۴ متر بالاتر از سطح دریا واقع شده‌است.